# مقاطعة قراوول بازار
مقاطعة قراوول بازار هي تقسيم إداري في ولاية بخارى في أوزبكستان. مركزها مدينة قراوول بازار.